# Bondigoux
 Bondigoux  là một xã thuộc tỉnh Haute-Garonne trong vùng Occitanie ở tây nam nước Pháp. Xã nằm ở khu vực có độ cao trung bình 120 mét trên mực nước biển.

## di tích

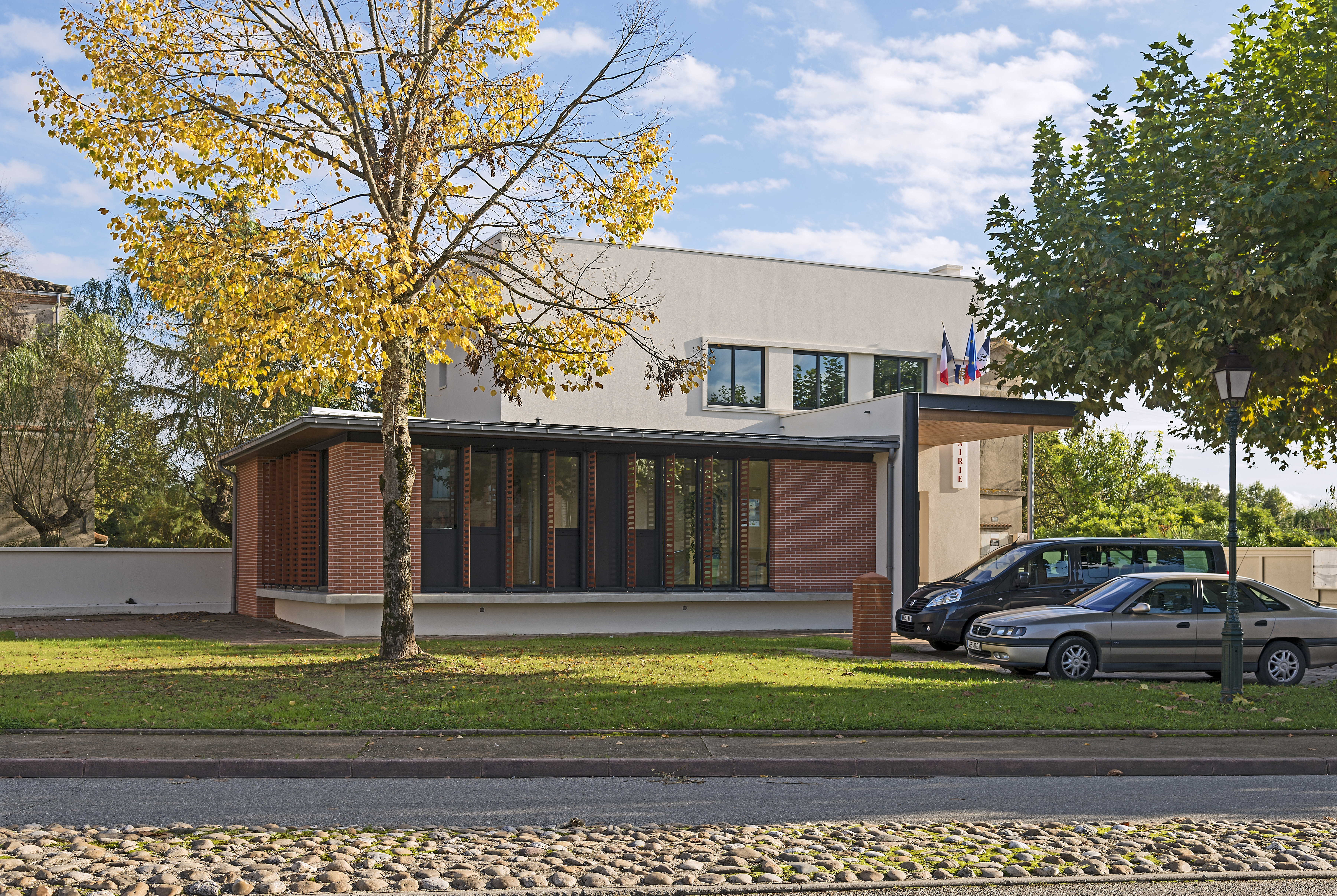
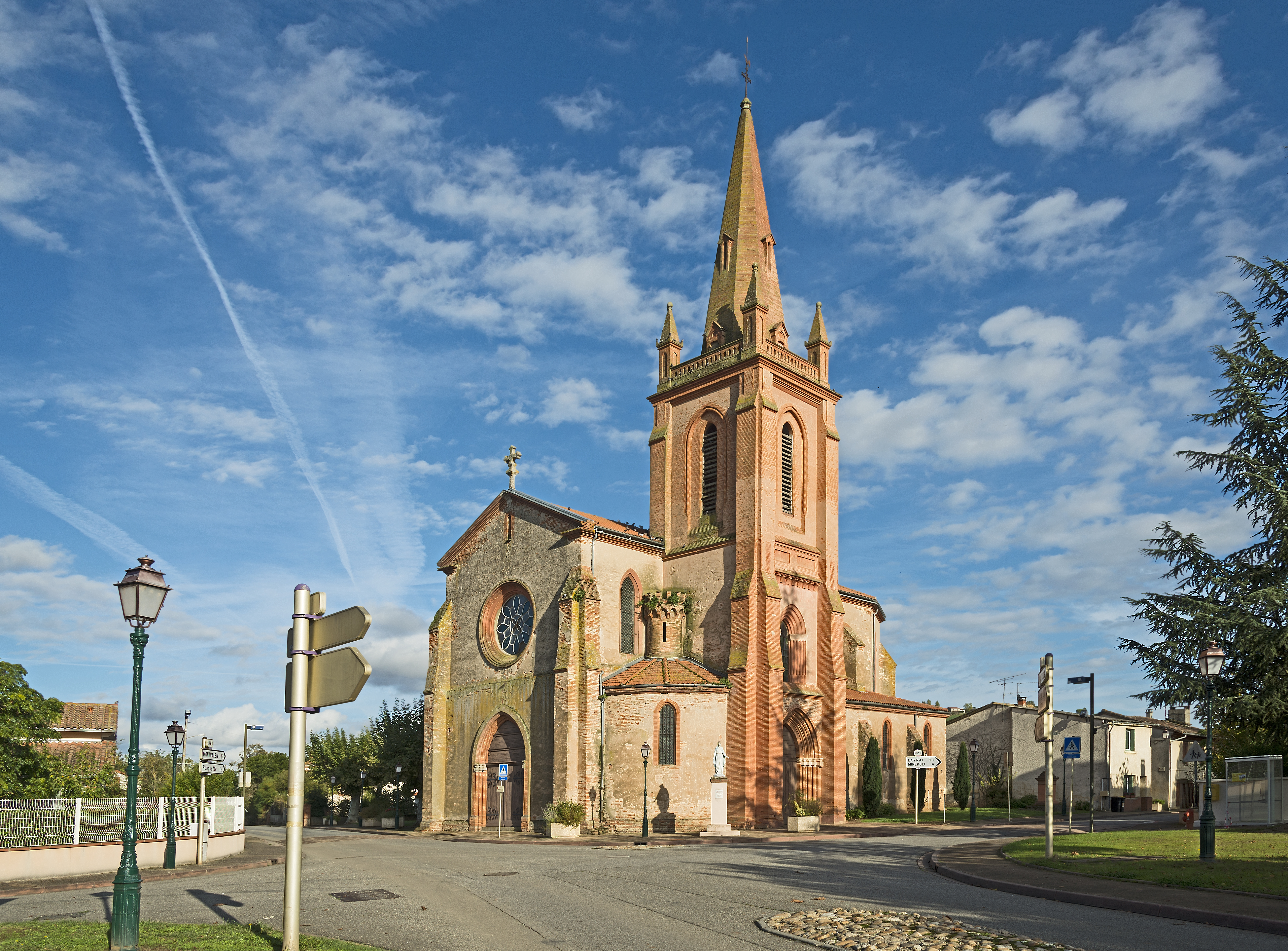
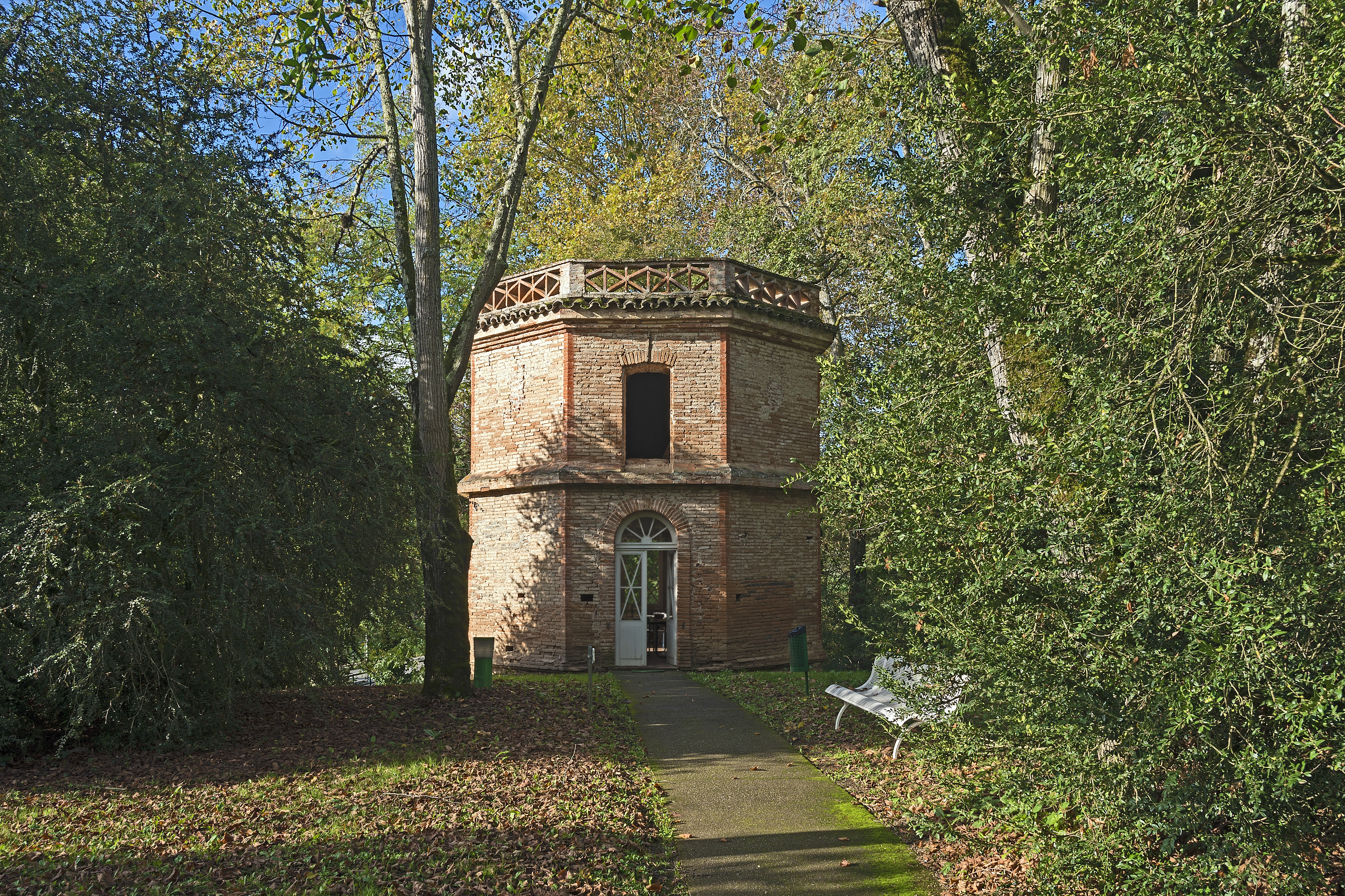